# Died in the Wool - Manafon Variations
Died in the Wool - Manafon Variations è il secondo album di remix del cantautore britannico David Sylvian, pubblicato nel 2011 dalla Samadhisound.

## Il disco
Contiene delle variazioni sui brani già incisi nell'album Manafon del 2006 e sei brani inediti. All'album ha collaborato il compositore Dai Fujikura.

## Tracce
Testi e musiche di David Sylvian.
CD 1
1. Small Metal Gods
2. Died in the Wool
3. I Should Not Dare
4. Random Acts of Senseless Violence
5. A Certain Slant of Light
6. Anomaly at Taw Head
7. Snow White in Appalachia
8. Emily Dickinson
9. The Greatest Livng Englishman (Coda)
10. Anomaly at Taw Head (A Haunting)
11. Manafon
12. The Last Days of December

CD 2
1. When We Return You Won't Recognise Us